# Mupashi
Mupashi — вимерлий монотипний рід тероцефалів, який жив під час пізньої пермі на території де тепер розміщена Замбія. У порівнянні з іншими тероцефалами він був відносно невеликого розміру і мав довгу морду з великою кількістю зубів. Розмір його склеротичного кільця свідчить про те, що він був адаптований для активності в умовах слабкого освітлення.